# Mediabot
Mediabot est un robot (ou "bot") développé par Google pour analyser les pages web qui utilisent AdSense, un programme permettant aux sites d'afficher des publicités. Lorsqu'une page web fait partie de ce programme, Mediabot la parcourt pour comprendre son contenu. Grâce à cette analyse, Google peut ensuite afficher des annonces publicitaires qui correspondent au sujet de la page.

## Description
Mediabot s’identifie sur internet grâce à la chaîne de caractères « Mediapartners-Google/2.1 », qui sert à le reconnaître lorsqu’il visite un site.
Les pages utilisant AdSense sont analysées par Mediabot à intervalles irréguliers. Cela signifie que si une page est mise à jour, les nouvelles informations ne seront pas immédiatement prises en compte. Les annonces affichées seront mises à jour uniquement lorsque Mediabot repasse sur la page.
Si Mediabot n’a pas encore visité une page, Google peut quand même y afficher des publicités. Dans ce cas, elles sont choisies en fonction du thème général du site. Toutefois, si aucune publicité pertinente n’est disponible, Google affiche des annonces d’intérêt public, souvent liées à des associations ou à des organismes gouvernementaux. Ces annonces ne génèrent aucun revenu, ni pour Google ni pour le propriétaire du site.

Pour éviter ce problème, Google recommande aux webmasters d’autoriser Mediabot à explorer leur site. Cela se fait en ajustant le fichier robots.txt, un fichier qui contrôle l’accès des robots aux pages du site. Pour permettre l’accès à Mediabot, il suffit d’y ajouter cette ligne :
```
User-agent: Mediapartners-Google*
Disallow:

```

## Autre robot
Il existe un autre robot utilisé par Google, dénommé Googlebot. Il s'agit d'un robot d'indexation qui parcourt l'ensemble des ressources du Web, et non plus seulement les pages affiliées à AdSense, afin de les indexer dans le moteur de recherche de Google.